# トレボーン・ブライアント
トレボーン・ブライアント（Trevon Bryant、1984年2月4日 - ）は、アメリカ合衆国・ネブラスカ州出身のプロバスケットボール選手である。ポジションはガード。背番号は40→23。182cm、78kg。

## 来歴
カリフォルニア州立大学ドミンゲズヒルズ大学卒業後の2007年に来日し、bjリーグの東京アパッチに入団。
シーズン途中、ライジング福岡に移籍。故障により選手登録を外れたドンゴ・ヌジャイに代わるセンターとして活躍し、1シーズン目でのプレイオフ進出に貢献。
その後、チリリーグ、ABAを経て2009年2月ライジング福岡に復帰。